# Вале Сан Мартино I (Асколи Пичено)
Вале Сан Мартино I (итал. Valle San Martino I) насеље је у Италији у округу Асколи Пичено, региону Марке.
Према процени из 2011. у насељу је живело 19 становника. Насеље се налази на надморској висини од 224 м.